# Алессандро Ґоттіфреді
Алессандро Луїджі Ґоттіфреді ТІ (італ. Alessandro Luigi Gottifredi; 3 травня 1595, Рим — 12 березня 1652, там само) — італійський єзуїт, дев'ятий генерал Товариства Ісуса.

## Біографія
Походив з аристократичної римської родини. Його хресним батьком був Камілло Борґезе, пізніший папа Павло V. Вступив до єзуїтів у 1610 році. Викладав філософію і богослов'я в Римі. Був першим ректором Папської ірландської колегії в Римі, секретарем генерала Муціо Вітеллескі, візитатором неаполітанської провінції, а згодом римським провінціалом.
Х Генеральна Конгрегація єзуїтів 21 січня 1652 року обрала його генералом ордену. Уряд виконував упродовж двох місяців. Помер 12 березня, маючи 57 років, перш, ніж закінчилася Конгрегація. Тому ті самі делегати Х Конгрегації обрали його наступника Ґосвіна Нікеля. Генералат Алессандро Ґоттіфреді був найкоротшим в історії єзуїтів (51 день).